# Теория на Йънг-Хелмхолц
Трикомпонентната теория на Ломоносов-Йънг-Хелмхолц е научна теория във физиологията на цветното зрение, според която цветовете се възприемат чрез независими рецептори за три основни цвята. Тези цветове са червен, зелен и син. Тя е предложена още през 18 век от Михаил Ломоносов в изказване пред Петербургската научна асамблея. През 1802 година от Томас Йънг теорията е доразвита и през 50-те години на 19 век от Херман фон Хелмхолц. Още по това време теорията е оспорвана от учени като Евалд Херинг, които предлагат широко приеманата днес теория за цветова опонентност.